# Orange Herald

Az Orange Herald tűzgolyó és az azt követő gombafelhő, egy repülőgépről rögzített felvétel

Az Orange Herald egy brit nukleáris fegyver volt, amelyet 1957. május 31-én teszteltek. Akkoriban hidrogénbombaként jelentették be, bár valójában egy nagyméretű, serkentett fissziós fegyver volt, és a mai napig a valaha felrobbantott legnagyobb fissziós atombomba.

## Leírás
Az Orange Herald egy fúzióval serkentett brit fissziós atomfegyver volt (a britek által magbővített, "core-boosted" eszköznek nevezett), amely egy kis mennyiségű lítium-deuterid (LiD) tartalmú U-235 magot tartalmazott. A „Herald” rakétára szerelhető volt, és 117 kg U-235-öt használt fel. Nagy-Britannia éves U-235-ös termelése azonban ebben az időben mindössze 120 kg volt, ami az ilyen fegyvereket ritkává és nagyon drágává tette volna.
Két változatot terveztek - egy „Orange Herald Large”-ot, amelynek teljes átmérője 39 hüvelyk (1,0 m), és egy „Orange Herald Small”-t, amelynek teljes átmérője 30 hüvelyk (0,75 m). A különbség a kettő között a robbanóanyag mérete volt; a fissziós magok hasonlóak voltak. Az Orange Herald Small-t ballisztikus rakéta robbanófejének szánták. Az Orange Herald Large-ot pedig olyan eszköznek tervezték, amely a megatonnás tartományba eső hatóerőt biztosította volna. Mérete miatt azonban nem volt alkalmas ballisztikus rakéta robbanófejének, és inkább biztosítékként szolgált, amelyet akkor lehetett használni, ha más eszközök nem érték el a kívánt hatóerőt.
Az Orange Herald Small változatot egyszer tesztelték, 720 kilotonna robbanóerővel 1957. május 31-én, a Grapple 2/Orange Herald tesztek során a csendes-óceáni Malden-szigeten. Az Orange Herald továbbra is a valaha tesztelt legnagyobb fissziós bomba.
Feltehetően a fúzió serkentése nem növelte a hatóerőt. Egy nagyobb sűrűségű, de kisebb fisszós maggal rendelkező amerikai fegyver, a Mark 18 Super Oralloy Bomb hatóereje 500 kilotonna volt. A magban valamivel több mint 60 kilogramm magasan dúsított urán volt, ami körülbelül 8 kilotonnát jelent kilogramm uránonként, ami körülbelül a nagyon nagy vagy nagyon magasan serkentett fissziós fegyverek maximális, 50%-os hasadási hatásfokának gyakorlati maximumát jelenti. Még alacsonyabb sűrűségnél is nagyjából hasonló hatásfokkal kellett volna rendelkeznie az Orange Herald Smallban lévő nagyobb, 117 kg dúsított uránt tartalmazó magnak, de a megfigyelt 720 kilotonnás hatóerő csak valamivel több mint 6 kilotonnát jelent kilogramm uránonként.
Az Orange Herald volt az első olyan brit nukleáris eszköz, amely külső neutronforrást használt.

## Történet

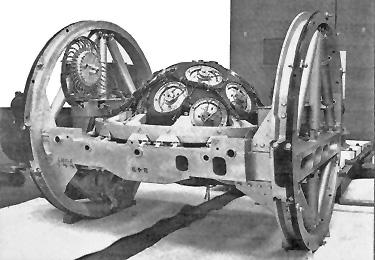
Az Orange Herald (small), amelyet 1957-ben 720 kilotonna robbanóanyaggal teszteltek

Nagy-Britannia azért sürgette ezeknek a megatonnás fegyvereknek a kifejlesztését, mert 1955-ben úgy tűnt, hogy a légköri kísérleteket hamarosan egy nemzetközi egyezmény betilthatja. Ennek eredményeként az Egyesült Királyság bizonyítani akarta, hogy képes a megatonnás fegyverek gyártására, még a jogi tiltások bevezetése előtt, azok próbakísérleteivel. A New Scientist egyik cikke szerint Harold Macmillan miniszterelnök azt is remélte, hogy meggyőzheti az Egyesült Államokat a McMahon-törvény megváltoztatásáról, amely még a britekkel való információ megosztást is tiltotta, ha bebizonyítja, hogy az Egyesült Királyság rendelkezik a termonukleáris fegyver (H-bomba) előállításának technológiájával. A bomba kifejlesztésével William Penney-t, egy brit professzort bízta meg, aki a Manhattan Projectben dolgozott. Ebben az Orange Herald tesztje sikeres volt. 
Egyes vélemények szerint a Windscale-tűz egyik fő oka a nagy mennyiségű trícium volt, amelyre az Orange Heraldnak szüksége volt (valójában csak kis mennyiségű termonukleáris anyagot tartalmazott). Nem volt népszerű a projekten dolgozó tudósok körében. A brit nukleáris program egyik dolgozója, Dr. Bryan Taylor azt mondta: "Azt gondoltam, hogy az Orange Herald egy ostoba eszköz. Nem volt elegáns, nem lehetett tovább fejleszteni, hanem egy zsákutca. Ráadásul óriási mennyiségű nagyon drága hasadóanyagot emésztett fel."  Ez a BBC tézise, a Windscale: Britain's Biggest Nuclear Disaster dokumentumfilmben. 

## Fordítás
Ez a szócikk részben vagy egészben  az   Orange Herald című angol Wikipédia-szócikk ezen változatának fordításán alapul.  Az eredeti cikk szerkesztőit annak laptörténete sorolja fel. Ez a jelzés csupán a megfogalmazás eredetét és a szerzői jogokat jelzi, nem szolgál a cikkben szereplő információk forrásmegjelöléseként.